# スウィング・キッズ (1993年の映画)
『スウィング・キッズ』（原題：Swing Kids）は、1993年制作のアメリカ合衆国の映画。
ナチス政権下のドイツ・ハンブルクに実在したスウィング・ジャズと自由な精神を愛した“スウィング・キッズ”と呼ばれた若者たちの友情と悲劇を描く。
日本でのビデオタイトルは『スウィング・キッズ/引き裂かれた青春』。

## あらすじ
1936年、ナチス政権下のドイツ・ハンブルク。ピーター、トーマス、アーヴィッドたちは敵国アメリカの音楽であるスウィング・ジャズを愛し、ツィードのジャケットを着こなし、髪も長く伸ばして世の中の流れに逆らう“スウィング・キッズ”と呼ばれる若者集団である。
ある日、ピーターはアーヴィッドのためにラジオを盗もうとしたところを捕らえられてしまう。ピーターは少年院行きになるところをSSの将校クノップに救われるが、ゲシュタポ予備軍とされるヒトラーユーゲントへの入団を促され、それに従って入団、トーマスもピーターへの友情から入団し、2人はヒトラーユーゲントとスウィング・キッズの2足のわらじの生活を送るようになる。
しかしある日、任務としてユダヤ人の家に包みを届けていたピーターは、その中身が白い灰であることを知って恐怖を感じ、亡き父の友人の家に飛び込む。ピーターは彼からナチスに抵抗したため収容所に送られた父の勇敢さを聞かされ、ある行動に出る。

## キャスト
※括弧内は日本語吹替
- ピーター・ミュラー - ロバート・ショーン・レナード（高木渉）
- トーマス・バーガー - クリスチャン・ベール（子安武人）
- アーヴィッド - フランク・ホエーリー（鳥海勝美）
- ピーターの母 - バーバラ・ハーシー（一柳みる）
- エミール - ノア・ワイリー
- Evey - トゥシュカ・バージェン（英語版）
- ウィリー・ミュラー - デヴィッド・トム（英語版）
- Frau Linge - ジュリア・ステンバーガー
- Helga - ジェシカ・ハインズ
- Otto - ジェイス・バルトーク
- クノップ - ケネス・ブラナー（クレジットなし）（堀勝之祐）
- ショーン・パートウィー（クレジットなし）